# Eleição municipal de Bacabal em 2016
A eleição municipal de Bacabal em 2016 foi realizada para eleger um prefeito, um vice-prefeito e 17 vereadores no município de Bacabal, no estado brasileiro do Maranhão. Foram eleitos Roberto Costa (MDB) e Almir Carvalho Rosa Junior para os cargos de prefeito(a) e vice-prefeito(a), respectivamente.
Seguindo a Constituição, os candidatos são eleitos para um mandato de quatro anos a se iniciar em 1º de janeiro de 2017. A decisão para os cargos da administração municipal, segundo o Tribunal Superior Eleitoral, contou com 54 158 eleitores aptos e 4 381 abstenções, de forma que 8.09% do eleitorado não compareceu às urnas naquele turno.

## Antecedentes
Na eleição municipal de 2012, Zé Alberto, do PMDB, derrotou a cadidata do PR no primeiro turno. Eleito com 24.627 votos válidos, totalizando 53,48% das urnas, o prefeito de Bacabal de 2012 à 2016 derrotou Patrícia Vieira, a qual obteve exatos 17 mil votos válidos.

## Campanha
Eleito com mais de 70% dos votos válidos, o prefeito de Bacabal, José Roberto Costa Santos, apostou na juventude. Em sua campanha política, realizou diversos eventos e discursos que priorizavam, se fosse eleito, a classe jovem e trabalhadora do município de Maranhão. Estando sempre muito presente em Bacabal, Roberto Costa afirmou conhecer os problemas sociais do município, demonstrando confiança e conhecimento do que melhor poderia ser feito pela cidade.

## Resultados

### Eleição municipal de Bacabal em 2016 para Prefeito
A eleição para prefeito contou com 8 candidatos em 2016: Jose Roberto Costa Santos do Movimento Democrático Brasileiro (1980), Jose Vieira Lins do Progressistas, Graciete de Maria Trabulsi Lisboa do Partido Social Liberal, Alana Mara de Souza Vasconcelos Ferreira do Partido Trabalhista Brasileiro, Bento Vieira do Avante, Giselle Silva Araújo do Partido da República, Jose Orlando dos Santos Carvalho do Partido Comunista Brasileiro, Ilton Alves Viana do Patriota (Brasil) que obtiveram, respectivamente, 18 330, 0, 4 099, 451, 425, 1 258, 140, 1 037 votos. O Tribunal Superior Eleitoral também contabilizou 8.09% de abstenções nesse turno. 
| Candidato(a)                                   | Vice                             | Coligação                                      | Votos recebidos | Percentual |
| ---------------------------------------------- | -------------------------------- | ---------------------------------------------- | --------------- | ---------- |
| Jose Roberto Costa Santos (MDB)                | Almir Carvalho Rosa Junior       | Bacabal Rumo Ao Futuro                         | 18330           | 71.21%     |
| Graciete de Maria Trabulsi Lisboa (PSL)        | Alteredo de Sousa Lima Filho     | Partido Social Liberal (sem coligação)         | 4099            | 15.92%     |
| Giselle Silva Araújo (PR)                      | Laurenice Pereira Sousa Lima     | Partido da República (sem coligação)           | 1258            | 4.89%      |
| Ilton Alves Viana (PATRI)                      | Afonso Lima                      | Patriota (sem coligação)                       | 1037            | 4.03%      |
| Alana Mara de Souza Vasconcelos Ferreira (PTB) | Valdir Ramos Vieira              | Partido Trabalhista Brasileiro (sem coligação) | 451             | 1.75%      |
| Bento Vieira (AVANTE)                          | Bento Vieira Sobrinho            | Avante (sem coligação)                         | 425             | 1.65%      |
| Jose Orlando dos Santos Carvalho (PCB)         | Adao da Silva Pereira            | Partido Comunista Brasileiro (sem coligação)   | 140             | 0.54%      |
| Jose Vieira Lins (PP)                          | Raimundo Florencio Monteiro Neto | Bacabal Vai Vencer                             | 0               | 0%         |

### Eleição municipal de Bacabal em 2016 para Vereador
Na decisão para o cargo de vereador na eleição municipal de 2016, foram eleitos 17 vereadores com um total de 47 846 votos válidos. O Tribunal Superior Eleitoral contabilizou 982 votos em branco e 949 votos nulos. De um total de 54 158 eleitores aptos, 4 381 (8.09%) não compareceram às urnas .
| Nome                            | Partido político                         | Coligação                                       | Votos recebidos | Percentual |
| ------------------------------- | ---------------------------------------- | ----------------------------------------------- | --------------- | ---------- |
| Manuel Lima da Silva            | Podemos (PODE)                           | Bacabal Vai Vencer 2                            | 1962            | 4.1%       |
| Reginaldo Castro de Araújo      | Partido Republicano Progressista (PRP)   | Bacabal no Rumo Certo                           | 1849            | 3.86%      |
| Egidio Augusto Amaral Soares    | Movimento Democrático Brasileiro (MDB)   | Bacabal Rumo ao Futuro 1                        | 1824            | 3.81%      |
| João Garcez Filho               | Partido Republicano Brasileiro (PRB)     | Bacabal no Rumo Certo                           | 1509            | 3.15%      |
| Cesar Antonio da Costa Brito    | Partido Popular Socialista (PPS)         | Bacabal Vai Vencer 2                            | 1499            | 3.13%      |
| Manoel Serafim Reis             | Movimento Democrático Brasileiro (MDB)   | Bacabal Rumo ao Futuro 1                        | 1432            | 2.99%      |
| Natalia Silva Medeiros da Costa | Movimento Democrático Brasileiro (MDB)   | Bacabal Rumo ao Futuro 1                        | 1432            | 2.99%      |
| Joao da Cruz Rodrigues          | Solidariedade (SD)                       | Bacabal Vai Vencer 2                            | 1398            | 2.92%      |
| Edvan Brandao de Farias         | Partido Social Cristão (PSC)             | Bacabal no Rumo Certo                           | 1272            | 2.66%      |
| Alex Abreu Almeida              | Partido Social Cristão (PSC)             | Bacabal no Rumo Certo                           | 1213            | 2.54%      |
| Melquiades Reis Vieira Neto     | Movimento Democrático Brasileiro (MDB)   | Bacabal Rumo ao Futuro 1                        | 1036            | 2.17%      |
| José Alberto Veloso Sobrinho    | Partido Republicano Progressista (PRP)   | Bacabal no Rumo Certo                           | 986             | 2.06%      |
| Regilda dos Santos Correa       | Rede Sustentabilidade (REDE)             | Compromisso com Bacabal                         | 959             | 2%         |
| Luis Gonzaga de Carvalho Neto   | Partido Humanista da Solidariedade (PHS) | Bacabal Vai Vencer 2                            | 836             | 1.75%      |
| Jeferson Rodrigues dos Santos   | Partido Comunista do Brasil (PCdoB)      | Bacabal Vai Vencer 2                            | 812             | 1.7%       |
| Francisco Leal da Silva         | Movimento Democrático Brasileiro (MDB)   | Bacabal Rumo ao Futuro 1                        | 780             | 1.63%      |
| Venancio da Silva Costa         | Partido Democrático Trabalhista (PDT)    | Partido Democrático Trabalhista (sem coligação) | 450             | 0.94%      |

## Análise
Conturbada e marcada por reviravoltas, a eleição municipal de Bacabal em 2016 elegeu, em um primeiro momento, o candidato José Vieira Lins, mais conhecido como Zé Vieria (PP), com 20.671 votos. Entretanto, o candidato já entrou na disputa eleitoral condenado por improbidade administrativa e enriquecimento ilícito em julgamento feito pelo Tribunal de Justiça do Maranhão, em 2016, antes da eleição. A decisão foi confirmada pelo Superior Tribunal de Justiça (STJ) em outubro de 2017. Tendo seus direitos políticos suspensos, o pecuarista, empresário e político brasileiro ficou incapacitado de governar e teve seus votos anulados. Por consequência, o segundo candidato mais votado nas eleições de Bacabal de 2016, José Roberto Costa Santos assumiu o cargo de prefeito da região, com mais de 70% dos votos válidos - sendo considerado, portanto, vencedor das eleições municipais de 2016 -, até que o Tribunal Superior Eleitoral convocasse novas eleições municipais, as quais ocorreram em outubro de 2018, juntamente com o 2º turno das presidenciais.